# Morebilus plagusius
Espèce
Synonymes
- Delena plagusia Walckenaer, 1837
- Hemicloea major L. Koch, 1875

Morebilus plagusius est une espèce d'araignées aranéomorphes de la famille des Trachycosmidae.

## Distribution
Cette espèce est endémique d'Australie. Elle se rencontre en Nouvelle-Galles du Sud et au Victoria.

## Description
Le mâle décrit par Platnick en 2002 mesure 12 mm et la femelle 18 mm.

## Systématique et taxinomie
Cette espèce a été décrite sous le protonyme Delena plagusia par Walckenaer en 1837. Elle est placée dans le genre Hemicloea par Simon  en 1880 puis dans le genre Morebilus par Platnick en 2002.
Hemicloea major a été placée en synonymie par Simon  en 1880.

## Publication originale
- Walckenaer, 1837 : Histoire naturelle des insectes. Aptères. Paris, vol. 1, p. 1-682 (texte intégral).